# Rhaphiostylis
Rhaphiostylis, biljni rod dvosupnica iz porodice Metteniusaceae smješten u tribus Apodytoideae. Sastoji se od 13 vrsta poglavito penjačica i lijana iz tropske Afrike i Madagaskara.
Rod je opisan u Niger Fl. 259. 1849.

## Vrste
1. Rhaphiostylis beninensis (Hook.f. ex Planch.) Planch. ex Benth.; tipična
2. Rhaphiostylis cordifolia Hutch. & Dalziel
3. Rhaphiostylis elegans Engl.
4. Rhaphiostylis ferruginea Engl.
5. Rhaphiostylis fusca (Pierre) Pierre
6. Rhaphiostylis madagascariensis Capuron
7. Rhaphiostylis minima Jongkind
8. Rhaphiostylis ovatifolia Engl. ex Sleumer
9. Rhaphiostylis parvifolia (S.Moore) Exell
10. Rhaphiostylis poggei Engl.
11. Rhaphiostylis preussii Engl.
12. Rhaphiostylis subsessilifolia Engl.

## Sinonimi
- Chelonecarya Pierre; Bull. Mens. Soc. Linn. Paris 2: 1260 (1896)